# Берджоу
Берджоу (англ. Burgeo) — містечко в Канаді, у провінції Ньюфаундленд і Лабрадор.

## Населення
За даними перепису 2016 року, містечко нараховувало 1307 осіб, показавши скорочення на 10,7%, порівняно з 2011-м роком. Середня густина населення становила 41,7 осіб/км².
З офіційних мов обидвома одночасно володіли 10 жителів, тільки англійською — 1 285. Усього 5 осіб вважали рідною мовою не одну з офіційних, з них усі — одну з корінних мов.
Працездатне населення становило 48,8% усього населення, рівень безробіття — 39,5% (50% серед чоловіків та 29,1% серед жінок). 96,6% осіб були найманими працівниками, а 2,5% — самозайнятими.
Середній дохід на особу становив $31 925 (медіана $24 080), при цьому для чоловіків — $42 175, а для жінок $22 800 (медіани — $35 755 та $19 477 відповідно).
22,2% мешканців мали закінчену шкільну освіту, не мали закінченої шкільної освіти — 44%, 33,7% мали післяшкільну освіту, з яких 12,2% мали диплом бакалавра, або вищий.
| Статево-вікова структура населення | Статево-вікова структура населення | Статево-вікова структура населення | Статево-вікова структура населення | Статево-вікова структура населення |
| ---------------------------------- | ---------------------------------- | ---------------------------------- | ---------------------------------- | ---------------------------------- |
|                                    |                                    |                                    |                                    |                                    |
| Всього                             | Всього                             | 47,9%52,1%                         |                                    |                                    |
| 0 — 14 років                       | 0 — 14 років                       |                                    | 6,9%                               | 6,9%                               |
| 15 — 64 років                      | 15 — 64 років                      |                                    | 64,5%                              | 64,5%                              |
| 65 і більше                        | 65 і більше                        |                                    | 28,6%                              | 28,6%                              |
| 85 і більше                        | 85 і більше                        |                                    | 1,5%                               | 1,5%                               |
| Середній вік (років)               | Середній вік (років)               | 51,952,6                           | 52,2                               | 52,2                               |
| Медіана (років)                    | Медіана (років)                    | 56,456,3                           | 56,4                               | 56,4                               |
| — чоловіки — жінки                 |                                    |                                    |                                    |                                    |

| Походження мешканців:     | Походження мешканців:     | Походження мешканців: | Походження мешканців: | Походження мешканців: |
| ------------------------- | ------------------------- | --------------------- | --------------------- | --------------------- |
| Походження                |                           |                       | осіб                  | %                     |
| Корінні американці        | Корінні американці        |                       | 235                   | 18.15%                |
| Інше північноамериканське | Інше північноамериканське |                       | 940                   | 72.59%                |
| Європейське               | Європейське               |                       | 480                   | 37.07%                |
| британське                | британське                |                       | 475                   | 36.68%                |
| французьке                | французьке                |                       | 65                    | 5.02%                 |
| Азійське                  | Азійське                  |                       | 10                    | 0.77%                 |

| Зайнятість населення за галузями (за класифікацією NOC): | Зайнятість населення за галузями (за класифікацією NOC): | Зайнятість населення за галузями (за класифікацією NOC): | Зайнятість населення за галузями (за класифікацією NOC): | Зайнятість населення за галузями (за класифікацією NOC): |
| -------------------------------------------------------- | -------------------------------------------------------- | -------------------------------------------------------- | -------------------------------------------------------- | -------------------------------------------------------- |
|                                                          |                                                          |                                                          |                                                          |                                                          |
| Управління                                               | Управління                                               |                                                          | 3,4%                                                     | 3,4%                                                     |
| Бізнес, фінанси та адміністрування                       | Бізнес, фінанси та адміністрування                       |                                                          | 6,8%                                                     | 6,8%                                                     |
| Природничі та прикладні науки                            | Природничі та прикладні науки                            |                                                          | 10,2%                                                    | 10,2%                                                    |
| Охорона здоров'я                                         | Охорона здоров'я                                         |                                                          | 9,3%                                                     | 9,3%                                                     |
| Освіта, правозахист, муніципальні та урядові служби      | Освіта, правозахист, муніципальні та урядові служби      |                                                          | 14,4%                                                    | 14,4%                                                    |
| Роздрібна торгівля та послуги                            | Роздрібна торгівля та послуги                            |                                                          | 22%                                                      | 22%                                                      |
| Гуртова торгівля, транспорт та обладнання                | Гуртова торгівля, транспорт та обладнання                |                                                          | 17,8%                                                    | 17,8%                                                    |
| Природні ресурси, сільське господарство                  | Природні ресурси, сільське господарство                  |                                                          | 9,3%                                                     | 9,3%                                                     |
| Виробництво                                              | Виробництво                                              |                                                          | 5,9%                                                     | 5,9%                                                     |

## Клімат
Середня річна температура становить 4,7°C, середня максимальна – 18,1°C, а середня мінімальна – -9,9°C. Середня річна кількість опадів – 1 716 мм.
| Клімат поселення                              | Клімат поселення | Клімат поселення | Клімат поселення | Клімат поселення | Клімат поселення | Клімат поселення | Клімат поселення | Клімат поселення | Клімат поселення | Клімат поселення | Клімат поселення | Клімат поселення | Клімат поселення |
| Показник                                      | Січ.             | Лют.             | Бер.             | Квіт.            | Трав.            | Черв.            | Лип.             | Серп.            | Вер.             | Жовт.            | Лист.            | Груд.            |                  |
| Середній максимум, °C                         | −1,26            | −1,95            | 1,32             | 5,90             | 10,87            | 15,37            | 16,84            | 18,08            | 15,80            | 10,74            | 6,17             | 1,06             |                  |
| Середня температура, °C                       | −5,26            | −5,92            | −2,63            | 1,92             | 6,88             | 11,42            | 13,71            | 14,96            | 12,68            | 7,64             | 3,08             | −2,02            |                  |
| Середній мінімум, °C                          | −9,22            | −9,9             | −6,62            | −2,05            | 2,93             | 7,43             | 10,62            | 11,87            | 9,56             | 4,53             | −0,04            | −5,13            |                  |
| Норма опадів, мм                              | 157              | 130              | 124              | 132              | 126              | 146              | 135              | 134              | 133              | 156              | 173              | 170              |                  |
| Середньомісячна швидкість вітру, м/с          | 7.62             | 7.20             | 6.79             | 6.19             | 5.26             | 4.75             | 4.39             | 4.50             | 5.19             | 5.90             | 6.78             | 7.46             |                  |
| Середньомісячна сонячна радіація, кДж/м²·день | 4010             | 6955             | 11273            | 14601            | 17817            | 19201            | 18639            | 16190            | 12254            | 7530             | 4308             | 3168             |                  |
| --------------------------------------------- | ---------------- | ---------------- | ---------------- | ---------------- | ---------------- | ---------------- | ---------------- | ---------------- | ---------------- | ---------------- | ---------------- | ---------------- | ---------------- |
| Джерело:                                      |                  |                  |                  |                  |                  |                  |                  |                  |                  |                  |                  |                  |                  |